# Najti i obezvredit
Najti i obezvredit (russisk: Найти и обезвредить) er en sovjetisk spillefilm fra 1982 af Georgij Kuznetsov.

## Medvirkende
- Boris Nevzorov som Fjodor
- Andrej Gradov som Viktor
- Aleksandr Voevodin som Dima
- Irina Sjmeleva som Julja
- Nina Ruslanova som Njura